# Henry Renny-Tailyour
Henry Waugh Renny-Tailyour (Mussoorie, 9 ottobre 1849 – Montrose, 15 giugno 1920) è stato un militare, rugbista a 15, atleta, crickettista e calciatore scozzese di origini inglesi, di ruolo attaccante.
Colonnello dell'esercito britannico, è considerato uno dei migliori sportivi dell'età vittoriana. Con la sezione calcistica dei Royal Engineers vinse la FA Cup 1874-1875, segnando tre goal tra finale e ripetizione di questa. 

## Biografia

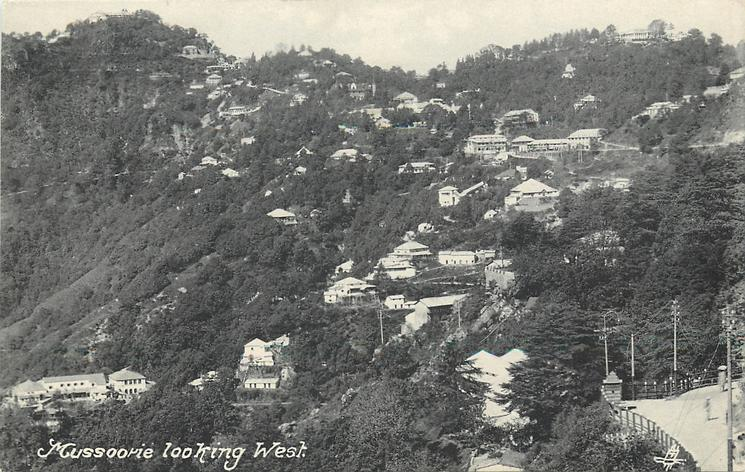
Veduta di Mussoorie nel 1923

Renny-Tailyour nacque nel 1849 a Mussoorie, città delle province nord-occidentali indiane oggi in Uttarakhand, nonostante i suoi genitori (il colonnello Thomas Renny-Tailyour, nato a Exmouth nel 1812, e Isabella Elizabeth Cook Atkinson, del 1820 e originaria della contea di Northumberland) fossero entrambi inglesi; il padre prestava infatti servizio nell'esercito in quel luogo. Henry crebbe nella tenuta di famiglia in Newmanswalls Avenue, a Montrose, nell'area amministrativa scozzese di Angus. Aveva due fratelli minori: Edward Ramsay "Ward" (1851-1894), morto e sepolto a Mangwe, in Zimbabwe, ed Elizabeth Lauderdale (1852-1917), poi Lumsden.
Nel 1875 sposò Emily Rose, con cui ebbe dieci figli. Tra questi: Florence Vernon (1876-1955) ed Eleanor Maud (1878-1957), partoriti entrambi in Kent, non si sposarono e vissero insieme a Dublino, in Irlanda; Rosalind Lilian (1890-1941), nata nell'Isola di Wight, divenne moglie di Cecil Porteous, proveniente dall'Argentina, e morì in mare; Henry Frederick Thornton (1893-1921), di Sydney, iniziò gli studi nel 1907 per poi passare alla Royal Military Academy di Woolwich nel 1911, e, intrapresa la carriera militare, fu mandato in Francia, venendo ucciso l'11 novembre 1914, durante la prima battaglia di Ypres, a soli ventuno anni.

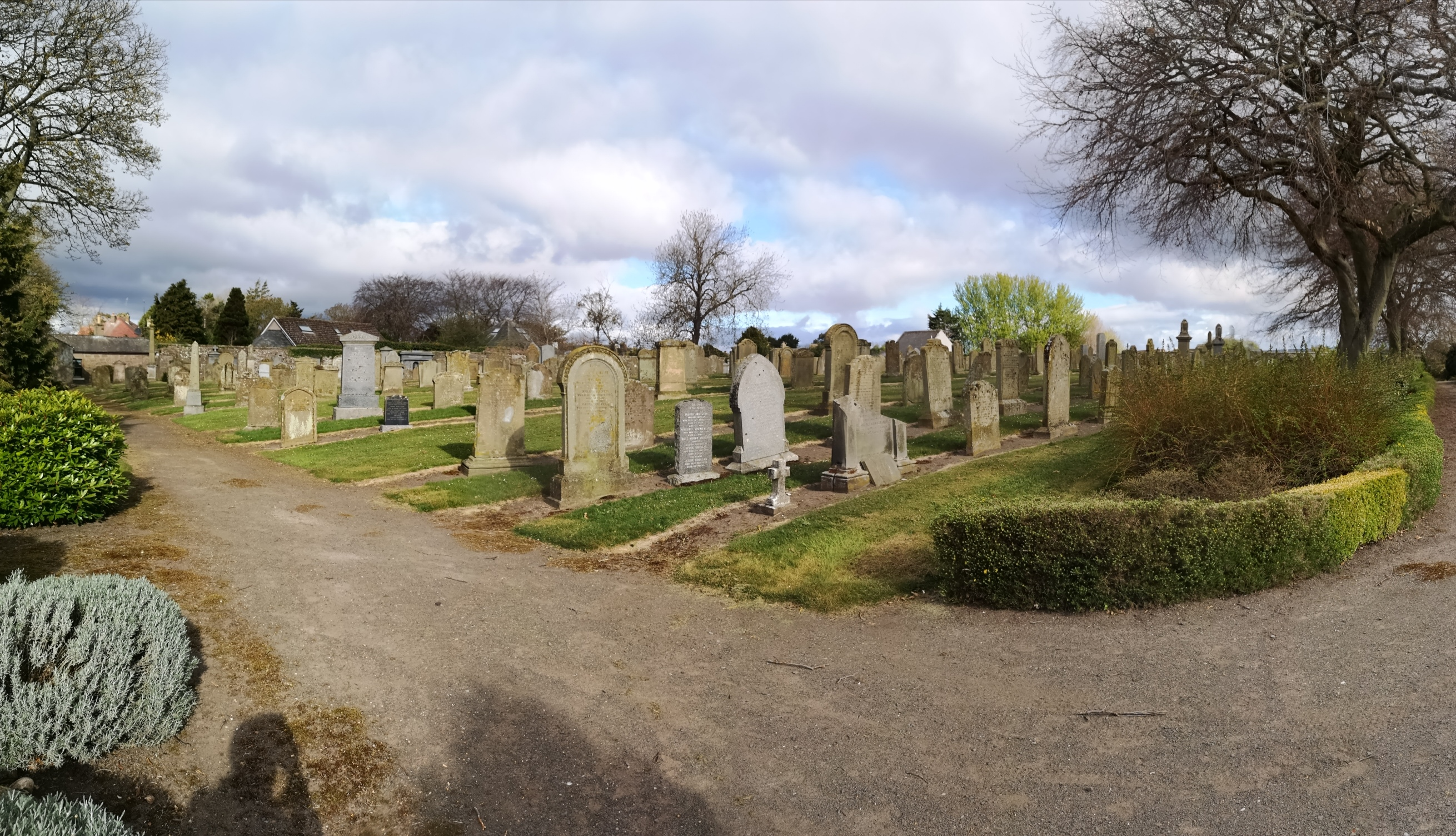
Il Rosehill Cemetery di Montrose

Henry Waugh Renny-Tailyour studiò al Cheltenham College, di Cheltenham, e alla Royal Military Academy di Woolwich, prima di entrare nell'esercito britannico unendosi ai Royal Engineers. Fu tenente negli anni settanta e ottanta dell'Ottocento. Lavorò in Australia, precisamente nel Nuovo Galles del Sud, contribuendo alla pubblicazione di almeno due mappe di ricognizione della zona di Sydney. In seguito a ciò venne promosso a colonnello. Dopo essersi ritirato dalla carriera militare diventò amministratore delegato della società irlandese produttrice di birra Guinness. Morì a Montrose nel 1920, all'età di 70 anni. Venne sepolto nella città, nel Rosehill Cemetery, dove si trovano anche i suoi genitori.

## Caratteristiche tecniche

### Calciatore
Soprannominato Renny, giocava nel ruolo di attaccante; definito "carismatico", viene riportato sia come ala destra che come centravanti.

### Rugbista
Era un numero 8. Nella cronaca della sua unica partita con la nazionale di rugby a 15 scozzese, disputata contro l'Inghilterra, viene evidenziato come la sua velocità sulle fasce mettesse in difficoltà tutta la difesa avversaria.

### Atleta
Veniva considerato un vero talento, un avversario formidabile e difficile da battere a tutte le distanze. La sua specialità era però, in particolare, il miglio.

### Crickettista
Battitore destrimano di middle order, poteva occasionalmente diventare lanciatore, più precisamente lanciatore veloce, utilizzando il braccio destro.

## Carriera

### Calciatore

#### Club
Renny-Tailyour era la punta dei Royal Engineers nel loro periodo d'oro: la squadra rivoluzionò il modo di giocare, passandosi la palla a vicenda anziché palleggiando e attaccando continuamente. Il club riuscì a raggiungere la finale della FA Cup 1871-1872, la prima edizione di questa competizione, da disputare contro il Wanderers Football Club, ma il capitano avversario Charles Alcock escogitò una strategia difensiva e più fisica che i Sappers non riuscirono a contrastare, perdendo (1-0) per la prima volta in due anni.

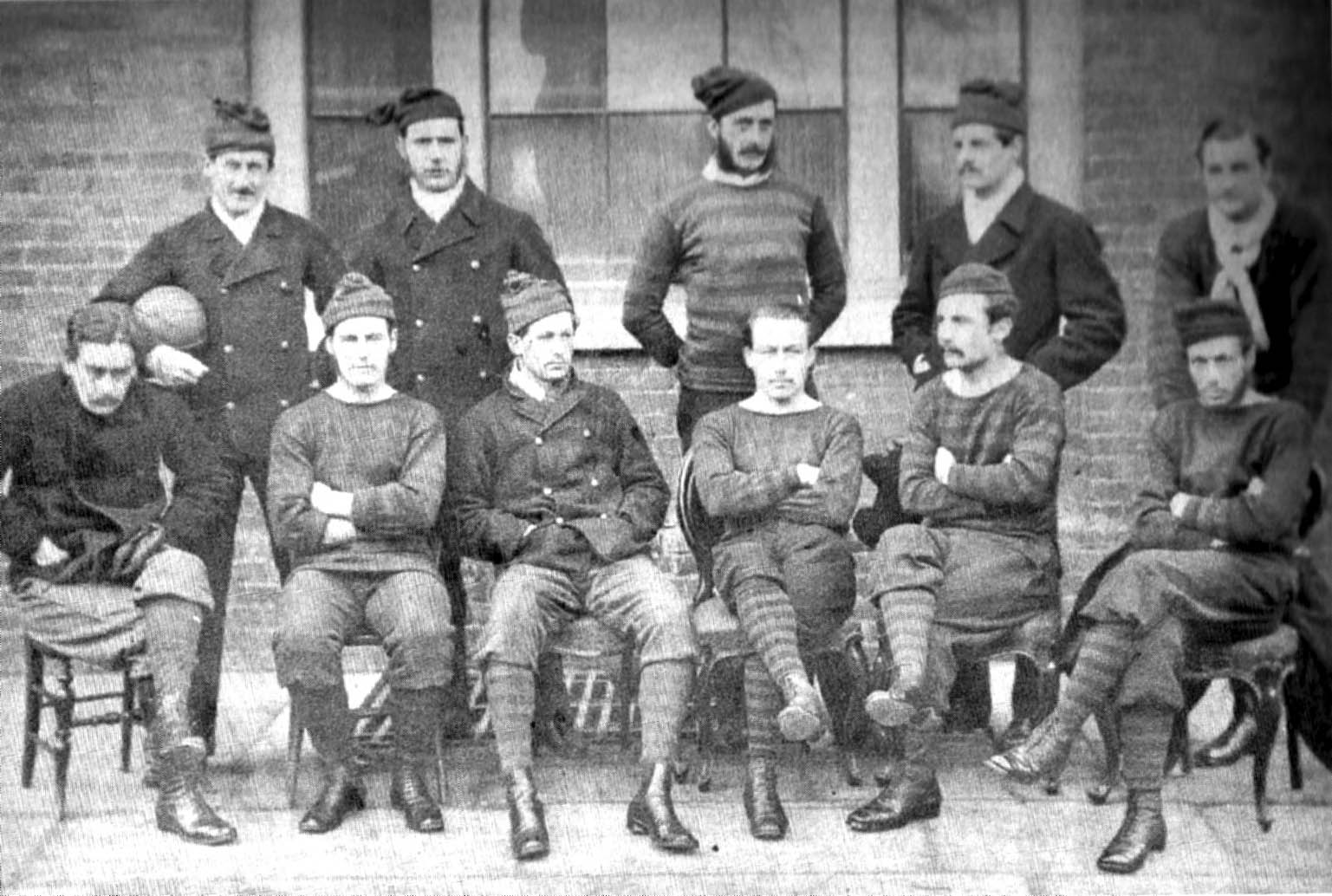
Renny-Tailyour (seduto, secondo da sinistra) con gli Engineers nel 1872

L'anno seguente vennero eliminati ai quarti di finale dall'Oxford University, formazione con la quale si scontrarono nella successiva finale, che gli Engineers avevano raggiunto con facilità segnando 16 goal e subendone 4; la partita si concluse però con una sconfitta per 2-0. Inoltre arrivò la notizia che uno dei migliori terzini del club, Alfred Goodwyn, che era stato mandato in India, era morto in seguito a una caduta da cavallo, e la giornata si trasformò da deludente a tragica.

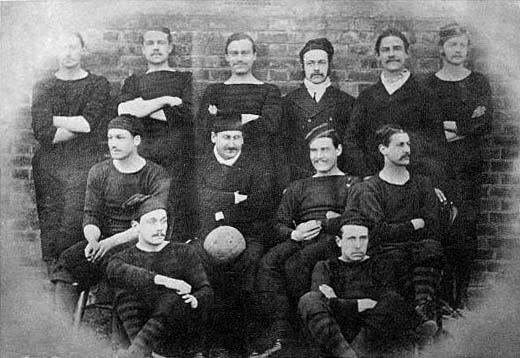
La squadra dei Royal Engineers nel 1875; Renny-Tailyour è in seconda fila, terzo da sinistra

La squadra si riscattò nel 1875. La finale di quest'edizione di FA Cup si disputò in pessime condizioni meteo, in una "tempesta ululante"; gli avversari dell'Old Etonians ebbero il vento a favore per quasi tutto l'incontro, in quanto secondo le regole dell'epoca (cambiate dopo quest'evento) si cambiava campo a ogni goal. La partita terminò 1-1 dopo i supplementari con una rete di Renny-Tailyour per gli Engineers. Al tempo, in caso di pareggio, non si andava ai calci di rigore, perciò il match venne ripetuto. Non tutti i giocatori dell'Etonians poterono riapparire nel replay e il club fu costretto a trovare dei sostituti non all'altezza. I Sappers trionfarono 2-0 grazie a una doppietta proprio di Renny.

#### Nazionale
Renny-Tailyour disputò due incontri, di cui solo uno riconosciuto dalla FIFA, con la nazionale di calcio scozzese. Il debutto non ufficiale del giocatore degli Engineers avvenne il 18 novembre 1871, in uno dei match organizzati in quel periodo tra Inghilterra e Scozia. Giocò poi l'8 marzo 1873, nella sconfitta 4-2 sempre contro i Three Lions, segnando il primo goal ufficiale della storia della Tartan Army.

### Rugbista

#### Club
Renny-Tailyour disputò diverse partite anche di rugby a 15; giocò per la squadra dei Sappers, il Royal Engineers Rugby Football Club.

#### Nazionale
Renny è ancora oggi l'unico sportivo ad aver rappresentato la Scozia sia nel calcio che nel rugby. In quest'ultimo sport, giocò una sola partita, contro l'Inghilterra nel 1872; per un soffio non segnò una meta e gli avversari ottennero una vittoria risicata.

### Atleta
Nonostante Renny-Tailyour vedesse l'atletica come un modo per allenarsi per gli altri sport, una serie di vittorie testimoniano la sua bravura anche in questa disciplina.

### Crickettista

#### Club
Per quanto riguarda il cricket, invece, rappresentò il Kent tra il 1873 e il 1883; disputò alcune partite anche con MCC (ovvero Marylebone Cricket Club, debuttando nel 1875), Gentlemen, Gentlemen of the South, South of England e una formazione combinata di Kent e Gloucestershire. Giocò anche in squadre meno importanti come Royal Engineers, I Zingari, Strathmore e Aberdeenshire.

## Statistiche

### Cronologia presenze e reti in nazionale
N.B.: la partita del 18 novembre 1871 non è considerata ufficiale.

| Cronologia completa delle presenze e delle reti in nazionale ― Scozia | Cronologia completa delle presenze e delle reti in nazionale ― Scozia | Cronologia completa delle presenze e delle reti in nazionale ― Scozia | Cronologia completa delle presenze e delle reti in nazionale ― Scozia | Cronologia completa delle presenze e delle reti in nazionale ― Scozia | Cronologia completa delle presenze e delle reti in nazionale ― Scozia | Cronologia completa delle presenze e delle reti in nazionale ― Scozia | Cronologia completa delle presenze e delle reti in nazionale ― Scozia |
| Data                                                                  | Città                                                                 | In casa                                                               | Risultato                                                             | Ospiti                                                                | Competizione                                                          | Reti                                                                  | Note                                                                  |
| --------------------------------------------------------------------- | --------------------------------------------------------------------- | --------------------------------------------------------------------- | --------------------------------------------------------------------- | --------------------------------------------------------------------- | --------------------------------------------------------------------- | --------------------------------------------------------------------- | --------------------------------------------------------------------- |
| 18-11-1871                                                            | Londra                                                                | Inghilterra                                                           | 2 – 1                                                                 | Scozia                                                                | Amichevole                                                            | -                                                                     |                                                                       |
| 8-3-1873                                                              | Londra                                                                | Inghilterra                                                           | 4 – 2                                                                 | Scozia                                                                | Amichevole                                                            | 1                                                                     |                                                                       |
| Totale                                                                |                                                                       | Presenze                                                              | 2                                                                     |                                                                       | Reti                                                                  | 1                                                                     |                                                                       |

## Palmarès

### Calciatore

#### Club
- Coppa d'Inghilterra:   1

Royal Engineers: 1874-1875